# La Chapelle-Saint-Géraud
La Chapelle-Saint-Géraud is een gemeente in het Franse departement Corrèze (regio Nouvelle-Aquitaine) en telt 221 inwoners (2005). De plaats maakt deel uit van het arrondissement Tulle.

## Geografie
De oppervlakte van La Chapelle-Saint-Géraud bedraagt 18,3 km², de bevolkingsdichtheid is 12,1 inwoners per km².
De onderstaande kaart toont de ligging van La Chapelle-Saint-Géraud met de belangrijkste infrastructuur en aangrenzende gemeenten.

## Demografie
Onderstaande figuur toont het verloop van het inwonertal (bron: INSEE-tellingen).